# 버트 셰브러브
버트 셰브러브(Burt Shevelove, 1915년 9월 9일 ∼ 1982년 4월 8일)는 미국의 뮤지컬극 연출가이자 감독이다.
1948년에 뉴욕 브로드웨이에서 ＜작은 경이로움(Small Wonder)＞이라는 작품을 통해 연출가로 데뷔했다. 아리스토파네스의 ＜개구리(The Frogs)＞ 공연 대본을 집필(1974)했는데 이때 스티븐 손다임이 음악과 노랫말을 만들었다. 필립 배리(Philip Barry)의 ＜홀리데이(Holiday)＞를 각색한 ＜해피 뉴 이어(Happy New Year)＞(1980)를 연출했다. 래리 겔바트와 함께 영화 ＜잘못 고른 상자(The Wrong Box)＞(1966)를 집필·제작했다. 수많은 작품을 쓰고 제작하고 연출했다.